# Vrbanja (Hadžići)
Pour les articles homonymes, voir Vrbanja.
Vrbanja (en cyrillique : Врбања) est un village de Bosnie-Herzégovine. Il est situé dans la municipalité de Hadžići, dans le canton de Sarajevo et dans la fédération de Bosnie-et-Herzégovine. Selon les premiers résultats du recensement bosnien de 2013, il compte 394 habitants.

## Histoire
Combat du pont de Vrbanja

## Démographie

### Évolution historique de la population
| 1948 | 1953 | 1961 | 1971 | 1981 | 1991 | 2013 |
| ---- | ---- | ---- | ---- | ---- | ---- | ---- |
| -    | -    | 174  | 241  | 272  | 345  | 394  |

|  |